# Bernhard Ernst von Bülow
Bernhard Ernst von Bülow (Cismar, Holstein, 2 de agosto de 1815 - Fráncfort del Meno, Imperio alemán, 20 de octubre de 1879) fue un estadista danés-alemán. Fue hijo de Adolf von Bülow, un funcionario danés, nacido en Grömitz en la región de Holstein. Su propio hijo Bernhard von Bülow fue también un estadista y canciller alemán.
Estudió leyes en las universidades de Berlín, Gotinga y Kiel y comenzó su carrera política en Dinamarca, en la cancillería de Schleswig-Holstein-Lauenburg en Copenhague, y después en el Ministerio de Relaciones Exteriores. En 1842 fue nombrado consejero de legación, y en 1847 encargado de negocios de la Liga Hanseática donde su trato con los príncipes mercaderes llevó a su matrimonio en 1848 con una rica heredera, Louise Victorine Rücker. Sus hijos fueron Bernhard, Adolf, Alfred and Waldemar (los dos últimos fallecidos a los dos años).
Cuando la insurrección estalló en los Ducados de Elba (1848) abandonó el servicio danés, y ofreció sus servicios al Gobierno provisional de Kiel, pero esta oferta no fue aceptada. En consecuencia, en 1849 ingresó nuevamente al servicio de Dinamarca, fue nombrado chambelán real y en 1850 fue enviado a representar a los ducados de Schleswig y Holstein en la dieta restaurada de Fráncfort. Allí entró en contacto íntimo con Bismarck, que admiraba su manejo de estadista de las crecientes complicaciones del Asunto de Schleswig-Holstein. No tiene ninguna simpatía con el partido radical de Eider-Dane, y cuando, en 1862, este partido ganó la ventaja, fue llamado de Fráncfort. Entró luego al servicio del Gran Ducado de Mecklemburgo-Strelitz, y mantuvo su cargo hasta 1867, cuando se convierte en el plenipotenciario para los dos ducados en el consejo de la Confederación Germánica, donde se distinguió por su exitosa defensa de la constitución medieval de los ducados contra ataques liberales.
En 1873 Bismarck, quién era simpático con sus vistas, lo convenció para que ingrese en el servicio de Prusia como ministro de Asuntos Exteriores, y de este tiempo hasta su muerte fue la principal persona de confianza del canciller. En 1875 fue nombrado plenipotenciario de Prusia en el Bundesrat; en 1877 se convirtió en lugarteniente de Bismarck en el secretariado de asuntos exteriores del Imperio; y en 1878 fue, con Bismarck y Hohenlohe, plenipotenciario de Prusia en el congreso de Berlín. Murió en Fráncfort el 20 de octubre de 1879. Su fin se vio apresurado por sus esfuerzos en relación con la crisis política de ese año. De sus seis hijos varones el mayor, Bernhard Heinrich Karl, se convertiría en canciller del Imperio.